# Eustiromastix chaperi
Eustiromastix chaperi är en spindelart som beskrevs av Simon 1902. Eustiromastix chaperi ingår i släktet Eustiromastix och familjen hoppspindlar. Inga underarter finns listade i Catalogue of Life.